# HIV/AIDS no Brasil

Logotipo do Departamento de DST, AIDS e Hepatites virais.

O primeiro caso de AIDS identificado no Brasil foi em 1982. As taxas de infecção subiram exponencialmente ao longo da década de 1980 e, em 1990, o Banco Mundial previu 1.200.000 casos até o ano de 2000, aproximadamente o dobro do número real que mais tarde foi comunicado pelo Ministério da Saúde e pela maioria das organizações internacionais. A experiência brasileira é frequentemente citada como um modelo para outros países em desenvolvimento que enfrentam a epidemia da AIDS, incluindo a controversa política internacional do governo brasileiro, tais como o fornecimento universal de medicamentos antirretrovirais (ARVs), políticas sociais para grupos de risco e a colaboração com organizações não governamentais.
Desde o início da epidemia, em 1980, até junho de 2012, o Brasil registrou 656.701 casos de AIDS (condição em que a doença já se manifestou), de acordo com o último Boletim Epidemiológico. Em 2011, foram notificados 38.776 casos da doença e a taxa de incidência de no Brasil foi de 20,2 casos por 100 mil habitantes. Por região em um período de 10 anos, de 2001 a 2011, a taxa de incidência caiu no Sudeste de 22,9 para 21,0 casos por 100 mil habitantes. Nas outras regiões, cresceu: 27,1 para 30,9 no Sul; 9,1 para 20,8 no Norte; 14,3 para 17,5 no Centro-Oeste; e 7,5 para 13,9 no Nordeste. No entanto, em números absolutos o maior número de casos acumulados está concentrado na região Sudeste (56%), por ser a mais populosa do país.
A faixa etária em que a AIDS é mais incidente, em ambos os sexos, é a de 25 a 49 anos de idade. Entre jovens de 13 a 19 anos, no entanto, o número de casos de aids é maior entre as mulheres. A inversão apresenta-se desde 1998. Em relação aos jovens, os dados apontam que, embora eles tenham elevado conhecimento sobre prevenção da aids e outras doenças sexualmente transmissíveis, há tendência de crescimento do HIV. Quanto à forma de transmissão entre os maiores de 13 anos de idade, prevalece a sexual. Nas mulheres, 86,8% dos casos registrados em 2012 decorreram de relações heterossexuais com pessoas infectadas pelo HIV. Entre os homens, 43,5% dos casos se deram por relações heterossexuais, 24,5% por relações homossexuais e 7,7% por bissexuais. O restante ocorreu por transmissão sanguínea e vertical. Apesar de o número de casos no sexo masculino ainda ser maior entre heterossexuais, a epidemia no país é concentrada (em grupos populacionais que estão expostos a um risco maior de infecção pelo HIV, como homossexuais, prostitutas e usuários de drogas).
A distribuição de preservativos no país cresceu mais de 45% entre 2010 para 2011 (de 333 milhões para 493 milhões de unidades). Os jovens são os que mais retiram preservativos no Sistema Único de Saúde (37%) e os que mais se previnem. No entanto, nos últimos 5 anos (entre 2012 e 2017), houve queda na compra (-21%) e no uso (-9%) de preservativos entre os brasileiros maiores de 18 anos, segundo dados do Target Group Index. A queda é ainda mais alarmante entre o público jovem, entre 18 e 24 anos, no qual a compra da camisinha diminuiu 25% e o uso do preservativo caiu 11%. Em relação à taxa de mortalidade, em 2002, era 6,3 por 100 mil habitantes, passando para 5,6 em 2011 – queda de aproximadamente 12%. Cerca de 30 mil a 35 mil novos casos da doença são registrados todos os anos no país. Dos 5.564 municípios brasileiros, 87,5% (4.867) registram pelo menos um caso da doença.

## História

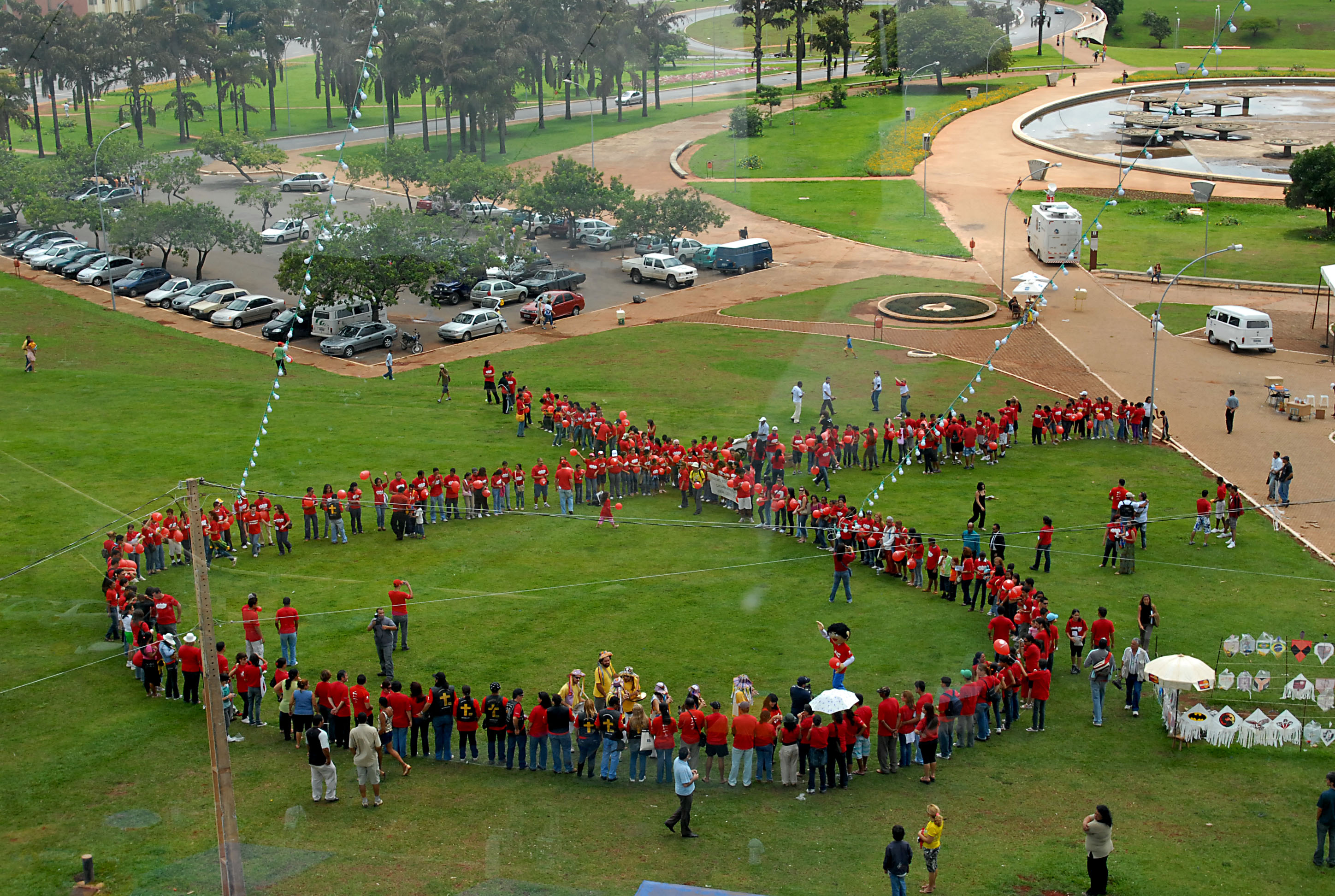
Manifestação pelo Dia Mundial de Combate à AIDS, em Brasília.

O primeiro caso de AIDS no Brasil foi relatado em 1982. A resposta do Brasil a Aids foi criada em 1985, logo após o país ter retornado da ditadura militar à democracia, numa altura em que apenas quatro casos de Aids tinham sido registrados. O Ministério da Saúde lançou as bases para o Programa Nacional de Controle da AIDS, que foi criado em 1986 e colocado sob a égide da Comissão Nacional de Controle da Aids, um grupo composto por cientistas e membros de organizações da sociedade civil, em 1987. O programa foi reorganizado novamente em 1992 com mais ênfase na articulação entre governo e ONGs. O Projeto AIDS I arrecadou $ 90 milhões em fundos nacionais e um empréstimo de US$ 160 milhões do Banco Mundial entre 1992 e 1998. O Projeto AIDS II, também composto de fundos nacionais e um empréstimo do Banco Mundial, somou 370.000 mil dólares entre 1998 e 2002.
Em 1990, um ano quando mais de 10 mil novos casos foram registrados, o Banco Mundial estimou que o Brasil teria 1,2 milhão em infecções até o ano 2000. No entanto, em 2002, havia menos de 600 mil infecções estimadas, menos da metade da previsão do BM.

### Transmissão de HIV por doação de órgãos em 2024
Desde o primeiro caso registrado em 1982 até o ano de 2024 (ou seja em 42 anos) nunca havia sido registrado transmissão do vírus HIV através de doação de órgãos; mas denúncias feitas pela Rádio BandNews FM em 11 de outubro de 2024 em Nova Iguaçu, município do Rio de Janeiro, relataram que o laboratório PCS Lab Saleme fraudou laudos sanitários sobre os produtos infectados e ao menos 6 pessoas foram confirmadas com o patógeno após as cirurgias para os transplantes. Outros 4 casos estão sendo investigados. A empresa foi contratada pelo Governo do Rio de Janeiro em 2023 que em nota, através da Secretaria de Estado de Saúde, informou à imprensa: "A Secretaria está realizando um rastreio com a reavaliação de todas as amostras de sangue armazenadas aos doadores a partir de dezembro de 2023, data da contratação do laboratório".
Depois das denúncias da rádio, o Ministério da Saúde interditou e suspendeu as atividades da empresa até o término das investigações das Polícias Federal e Civil do Rio de Janeiro.
Cinco pessoas foram presas e outra foi solta, mas todas as pessoas foram denunciadas pelo Ministério Público do Rio de Janeiro (MPRJ). Em 10 de dezembro de 2024, o Tribunal de Justiça do Rio de Janeiro concedeu liberdade aos dois sócios do laboratório PCS Lab Saleme.

## Políticas governamentais

### Distribuição universal de ARVs
O elemento mais controverso do programa brasileiro de combate ao HIV/AIDS continua a ser a distribuição universal e gratuita dos antirretrovirais (ARVs), incluindo inibidores de protease, a partir de dezembro de 1996, com a lei federal 9.313. As orientações para a terapia anti-retroviral (TAR) são formulados anualmente por um Comitê de Apoio, que determina as diretrizes de diagnóstico e os conteúdos do coquetel anti-retroviral. Em 2003, 125 mil brasileiros receberam tratamento livre de TAR, representando 100% do total de casos registrados de AIDS, mas apenas 20% dos casos estimados AIDS.
A TAR era tradicionalmente vista como demasiada caro em locais pobres de países em desenvolvimento, que se acredita ter uma fraca capacidade de adesão aos tratamentos complicados. No entanto, um estudo de 2004 de 322 serviços ambulatoriais no Brasil, compreendendo 87.000 pacientes, encontrou uma taxa de adesão de 75%. Alguns autores também argumentam que se a redução das internações e atendimento ambulatoriais são tidos em conta, a política de oferta universal de TAR tem acumulado uma poupança líquida de aproximadamente US$ 200 milhões.
No âmbito do Brasil, alguns têm desafiado o grau em que as melhorias na saúde pública podem ser atribuídas a TAR, em oposição a outros fatores. Por exemplo, em 2002 o Banco Mundial afirmou:
O impacto causado pela introdução de medidas terapêuticas, como os anti-retrovirais em suas diferentes composições e associações e / ou a promoção da saúde e de medidas de proteção, embora evidente, não foram totalmente exploradas ainda.
Um estudo de 2003, utilizando os dados de diagnósticos que ocorreram no Brasil entre 1995 e 1996, descobriram que o tratamento anti-retroviral foi o único preditor maior de sobrevivência. Os autores demonstram que variáveis, como ano do diagnóstico, ensino superior, a categoria de exposição sexual, gênero e a presença de patógenos específicos, pareciam prever a sobrevida na análise univariada, porém, em uma análise multivariada, em um único tratamento anti-retroviral, os critérios de diagnóstico e categoria de transmissão continuaram a serem significativos. Os autores concluem que nenhum outro fator que não seja a TAR "pode explicar razoavelmente o grande aumento observado na taxa de sobrevivência" entre os anos de 1980 e 1996.

### Políticas Sociais
O programa brasileiro de combate ao HIV/AIDS foi caracterizado por chegar a grupos que representam uma percentagem elevada de transmissão da aids, inclusive em relação com as organizações não governamentais, tais como os Grupos de Apoio à Prevenção à Aids (GAPAS).  Por exemplo, em contraste com muitas partes do mundo, os preservativos foram priorizados precoce e agressivamente. O uso de preservativo na primeira relação sexual aumentou de 4% em 1986 para 48% em 1999 e para 55% em 2003, impulsionado pelos programas do governo para aumentar a conscientização, diminuir o preço e aumentar a disponibilidade de preservativos. Grupos de prostitutas estavam envolvidos na distribuição de materiais informativos e preservativos. Do mesmo modo, programas de troca de seringas foram implementadas. A prevalência do HIV entre usuários de drogas injetáveis (UDI) caiu de 52% em 1999 para 41,5% em 2001. 12 programas de troca de seringas foram executados entre 1994 e 1998, 40 tinham sido aplicadas em 2000, a distribuição de 1,5 milhões de seringas em apenas um ano. Prevalência do HIV entre UDIs, diminuiu ainda mais dramaticamente em algumas cidades. Em 1988, testes de rastreio global foram implementadas a nível nacional nos bancos de sangue, na sequência de um programa semelhante em São Paulo em 1986; no entanto, os resultados desses programas não foram realizados integralmente até o ano de 2000, como resultado do período de incubação do vírus, mas novos casos de transfusão de sangue tornaram-se praticamente inexistentes naquele momento e novos e mais eficazes testes de ácido nucleicos estão sendo considerados. A transmissão mãe-filho também estava praticamente erradicada, caindo para uma taxa de transmissão de 3%, um nível comparável ao de países desenvolvidos, com a implementação de regimes de tratamento com zidovudina para a mãe e a criança e recomendações contra o aleitamento materno.
Estados e capitais apresentando taxas consideravelmente superiores à média nacional (17,8 casos por 100.000 habitantes para AIDS e 21,8 casos por 100.000 habitantes para HIV):
| Estado                                                                        | Capital        | Taxa de Detecção AIDS (por 100 mil habitantes) | Taxa de Detecção HIV (por 100 mil habitantes) | Taxa Detecção Gestantes HIV+ (por 1.000 nascidos vivos) | Observações                                            |
| ----------------------------------------------------------------------------- | -------------- | ---------------------------------------------- | --------------------------------------------- | ------------------------------------------------------- | ------------------------------------------------------ |
| Roraima                                                                       | Boa Vista      | 41,5                                           | 59,3                                          | 6,2                                                     | Maior taxa entre capitais e estados.                   |
| Amazonas                                                                      | Manaus         | 32,5                                           | 63,6                                          | 5,0                                                     | Alta taxa especialmente na capital Manaus.             |
| Pará                                                                          | Belém          | 26,2                                           | 53,9                                          | 4,0                                                     | Belém apresenta alta taxa de detecção HIV.             |
| Santa Catarina                                                                | Florianópolis  | 25,8                                           | 62,0                                          | 5,2                                                     | Segunda maior taxa de HIV entre as capitais.           |
| Rio Grande do Sul                                                             | Porto Alegre   | 24,4                                           | -                                             | 8,1                                                     | Alta prevalência em gestantes.                         |
| Rio de Janeiro                                                                | Rio de Janeiro | 24,3                                           | -                                             | 5,3                                                     | Alta prevalência em gestantes e taxas gerais elevadas. |
| Amapá                                                                         | Macapá         | 24,0                                           | -                                             | -                                                       | Taxas superiores à média nacional.                     |
| Mato Grosso do Sul                                                            | Campo Grande   | 23,5                                           | -                                             | -                                                       | Taxas superiores à média nacional.                     |
| Mato Grosso                                                                   | Cuiabá         | 23,3                                           | -                                             | -                                                       | Taxas superiores à média nacional.                     |
| Fonte: Boletim Epidemiológico HIV e Aids 2024, Ministério da Saúde do Brasil. |                |                                                |                                               |                                                         |                                                        |

### Centros de Testagem e Aconselhamento (CTA)

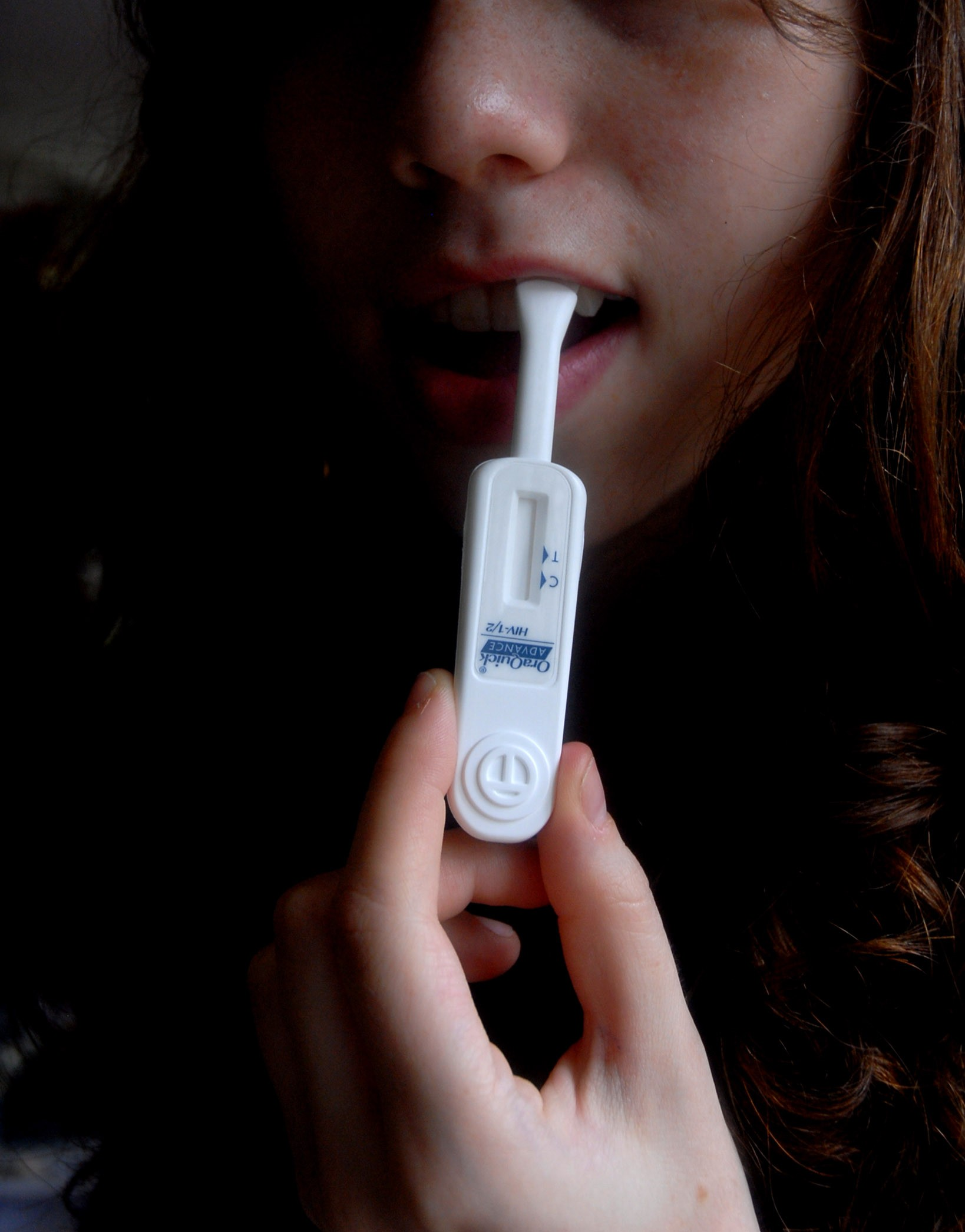
O teste rápido é usado em alguns hospitais públicos nas grávidas para prevenir a transmissão para o filho

No Brasil, o Ministério da Saúde oferece gratuitamente exames para detectar a resposta do organismo ao vírus do HIV. Podem ser feitos em Centros de Testagem e Aconselhamento (CTA) e em alguns hospitais. Primeiro é efetuado um teste ELISA. Caso o resultado seja positivo ou haja dúvidas, é feito o Western-blot, um exame mais eficaz na detecção mas que também é mais caro e complexo. É importante lembrar que, como ambos os exames detectam a resposta imunológica ao vírus, é necessário esperar de 30 a 90 dias depois do contágio para o exame ser mais preciso (ver: janela imunológica).[carece de fontes?]
O resultado é sigiloso, sendo geralmente entregue pessoalmente ao paciente que pode ser seguido em consulta de aconselhamento por profissionais de saúde, de forma a alertar sobre os riscos, encaminhar para outros serviços de saúde e a serviços de acompanhamento psicossocial. Além do HIV, são feitos simultaneamente exames para sífilis, Hepatite B e Hepatite C pois elas também são doenças sexualmente transmissíveis transmissíveis pelo sangue e que podem levar a danos permanentes e morte se não tratadas corretamente.

### PrEP
É possível também controlar a infecção de HIV em determinadas populações com o uso diário de uma pílula antirretroviral. Ela é conhecida pela sigla PrEP, abreviação para a expressão "profilaxia de pré-exposição", ou por seu nome comercial, Truvada, e age ao combinar os retrovirais tenofovir e emtricitabitina. Não se trata de uma vacina, mas sim de um medicamento que possui eficácia superior a 90% com o uso contínuo. É recomendado o seu uso especialmente em populações que por algum motivo não conseguem se proteger em todas as relações sexuais - como é o caso de casais sorodiscordantes, profissionais do sexo e a população transexual, por exemplo. No Brasil, a PrEP passou a ser distribuída pelo SUS em 2017, fazendo do país o primeiro da América Latina a realizar a medida. O investimento inicial foi de 1,9 milhão de dólares, destinados a compra do medicamento, que foi destinado para 7 mil pessoas que fazem parte das populações chave em 12 estados brasileiros.

## Modelo
O então Ministro da Saúde do Brasil, José Serra, disse em 2001: "Nosso exemplo pode servir de modelo para outros países da América Latina, do Caribe e até mesmo da África. Todo mundo tem o direito de ter acesso a estas terapias." Alguns estudiosos, tais como Levi e Vitória, argumentam que o modelo brasileiro só pode ser aplicado a outros países com nível semelhante de desenvolvimento econômico e setores da sociedade civil. Galvão argumenta que as condições locais únicas do Brasil dificultam a aplicação da experiência brasileira em outras regiões com seus próprios problemas e estruturas locais.
A The Economist repetiu a posição das Nações Unidas em relação ao programa brasileiro de combate ao HIV/AIDS: "nenhum outro país em desenvolvimento tem tido maior sucesso no combate à AIDS do que o Brasil."